# Modedronningen fra Paris
Modedronningen fra Paris (originaltitel The Dressmaker from Paris) er en amerikansk stumfilm fra 1925 instrueret af Paul Bern.

## Medvirkende
- Leatrice Joy som Fifi
- Ernest Torrence som Angus McGregor
- Allan Forrest som Billy Brent
- Mildred Harris som Joan McGregor
- Lawrence Gray som Allan Stone
- Charles Crockett
- Rosemary Cooper
- Spec O'Donnell som Jim
- Olive Borden